# Philipp Wolfrum
Philipp Julius Wolfrum, né le 17 décembre 1854 à Schwarzenbach am Wald et mort le 8 mai 1919 à Samedan (Suisse), est un compositeur, organiste et pédagogue allemand.

## Biographie

### Jeunesse
Philipp Wolfrum est le fils du cantor et professeur Johann Heinrich Wolfrum. Son frère cadet était l'organiste et compositeur Karl Wolfrum. Il a appris très tôt à jouer de l'orgue et remplace son père à l'orgue dès l'âge de neuf ans. Dans le but de devenir professeur et organiste, il passe par l'école normale d'Altdorf bei Nürnberg. Après avoir obtenu son diplôme en 1872, il travaille d'abord comme précepteur privé, puis devient professeur assistant à l'école normale royale de Bamberg. Une bourse lui permet d'étudier à l'école royale de musique bavaroise de Munich en 1876. Il y étudie l'orgue et la composition avec Josef Rheinberger, le piano avec Karl Bärmann, lui-même ancien élève de Liszt, et le chant et la direction chorale avec Franz Wüllner.

### Carrière
Après son absolutorium (de), il retourne à Bamberg en 1878 et y exerce comme chef d'orchestre, soliste et compositeur. Certains le surnomment d'ailleurs "l'âme de toute notre vie musicale ici". En 1884, l'université de Heidelberg le nomme professeur assistant de musique au séminaire théologique. Il y met en place pour la première fois une formation complète en musique d'église pour les théologiens de Bade et initie une vie musicale publique active dans la ville. C'est sur ces bases et selon cette impulsion que l'actuelle université de musique d'église d'Heidelberg (de) s'est développée plus tard. En 1885, il y fonde l'Akademischen Gesangverein et la Bach-Verein (aujourd'hui : Bachchor Heidelberg (de)). En 1888, il est nommé professeur agrégé. Dans cette fonction, il publie en 1890 "l'émergence et le premier développement de l'hymne protestant allemand en termes musicaux". En 1894, il reçoit le titre de directeur musical universitaire et en 1907 de directeur musical général.
Wolfrum a mené une campagne intensive pour la renaissance de l'œuvre de Jean Sébastien Bach et la diffusion de l'œuvre de Franz Liszt : la monographie de Jean Sébastien Bach en deux volumes a été publiée en 1910 et il a dirigé l'édition complète de Liszt, dont il a lui-même édité quatre volumes.
En 1914, Philipp Wolfrum est nommé conseiller impérial. La même année, il publie "la musique d'église protestante". En 1917, il est nommé professeur honoraire titulaire.
En 1919, en raison d'une maladie rénale, Wolfrum se rend en cure à Samedan, en Suisse. Mais il meurt pendant ce séjour.

### Amis et compagnons de route
Wolfrum a noué une amitié pour la vie avec son camarade d'études munichois Engelbert Humperdinck. Son cercle d'amis comprenait également Felix Mottl et Richard Strauss. En 1897, Strauss lui dédie d'ailleurs le motet a cappella "Jakob! Dein verlorner Sohn" sur un texte de Friedrich Rückert.
La coopération avec Max Reger, initiée en 1901-1904 et qui a évolué en amitié proche, est devenue particulièrement importante. Tous deux ont essayé de se convaincre mutuellement d'exécuter leurs œuvres. Wolfrum invitait régulièrement Reger à Heidelberg et entreprenait avec lui de nombreuses tournées, principalement avec les concertos pour piano de Bach. Et en fin de compte, c'est Wolfrum qui a prononcé l'éloge funèbre de Reger.
L'étudiant probablement le plus connu de Wolfrum était Fritz Stein (de) - lui aussi était un ami proche de Reger. Karl Hasse qui avait été l'étudiant de Reger, travailla comme assistant de Wolfrum à Heidelberg à partir de 1906, et Hermann Meinhard Poppen (de), qui avait été l'étudiant de Wolfrum, devint son assistant après le départ de Hasse. Et pour Poppen, Wolfrum obtint un congé d'étude de sept mois auprès de Reger en 1912.
Le compositeur Heinrich Kaminski a commencé sa formation à Heidelberg en 1907 auprès de lui et de Johanna Elspermann.

## Œuvres (liste non limitative)

### Compositions
- Trois sonates pour orgue, op. 1, op. 10 & op. 14
- Trio en si mineur, pour piano, violon et alto, op. 24
- Préludes pour orgue aux mélodies d'église op. 25 et op. 27
- Trois poèmes tonaux pour orgue op. 30
- Requiem pour orgue Lamentation et Consolation
- Quatre mélodies pour chœur d'hommes op. 12
- Trois mélodies chorales pour chœur mixte op. 2
- Deux chansons pour chœur d'hommes et orgue op. 11
- Grand Hallelujah (Friedrich Gottlieb Klopstock) pour chœur mixte à 4 voix et grand orchestre op. 22
- Un mystère de Noël Op. 31
- Musique festive, procession des facultés et hommage conclusif pour orchestre, orgue, voix de baryton et chœur d'hommes pour le 100{{e}} anniversaire du renouveau de l'Université de Heidelberg, op. 32
- Ballade en si majeur pour piano op. 8
- Sonate en mi mineur pour violoncelle et piano op. 7
- Quatuor à cordes (Au printemps ) en la majeur op. 13
- Quintette avec piano en si bémol mineur, Op. 21
- Trio avec piano en si mineur op. 24
- Ouverture Tragique Op. 3
- Chansons et chants op. 5, op. 9 & op. 15
- Six mélodies de Goethe op. 16, op. 18
- Chansons anciennes en airs nouveaux op. 34

### Écrits
- L'émergence et le premier développement de l'hymne protestant allemand en termes musicaux (= Musikalische Handbibliothek, 8). Leipzig 1890.
- Jean-Sébastien Bach (= La Musique, 13/14). 2 tomes. Leipzig 1910.
- La musique d'église protestante, son statut et son évolution (= archive de musique d'église, 22). Brême 1914.

### Enregistrements
- Philipp Wolfrum, intégrale des sonates pour orgue, Martin Sander (de) à l'orgue Voit (de) de la Stadthalle de Heidelberg (de). Éd. Dabringhaus & Grimm, Detmold 2005.